# Роуздейл (Оклахома)
Роуздейл (англ. Rosedale) — місто (англ. town) в США, в окрузі Макклейн штату Оклахома. Населення — 62 особи (2020).

## Географія
Роуздейл розташований за координатами 34°55′8″ пн. ш. 97°11′6″ зх. д. / 34.91889° пн. ш. 97.18500° зх. д. (34.918875, -97.185071).  За даними Бюро перепису населення США в 2010 році місто мало площу 0,15 км², з яких 0,15 км² — суходіл та 0,00 км² — водойми.

## Демографія
Згідно з переписом 2010 року, у місті мешкало 68 осіб у 23 домогосподарствах у складі 17 родин. Густота населення становила 446 осіб/км².  Було 25 помешкань (164/км²).
Расовий склад населення:
| - 73,5 % — білих - 7,4 % — корінних американців - 1,5 % — азіатів - 14,7 % — осіб інших рас |

До двох чи більше рас належало 2,9 %. Частка іспаномовних становила 22,1 % від усіх жителів.
За віковим діапазоном населення розподілялося таким чином: 33,8 % — особи молодші 18 років, 57,4 % — особи у віці 18—64 років, 8,8 % — особи у віці 65 років та старші. Медіана віку мешканця становила 33,7 року. На 100 осіб жіночої статі у місті припадало 94,3 чоловіків;  на 100 жінок у віці від 18 років та старших — 104,5 чоловіків також старших 18 років.
Середній дохід на одне домашнє господарство  становив 15 968 доларів США (медіана — 17 083), а середній дохід на одну сім'ю — 14 400 доларів (медіана — 20 139). За межею бідності перебувало 76,3 % осіб, у тому числі 100,0 % дітей у віці до 18 років та 61,5 % осіб у віці 65 років та старших.
Цивільне працевлаштоване населення становило 38 осіб. Основні галузі зайнятості: роздрібна торгівля — 44,7 %, транспорт — 28,9 %, освіта, охорона здоров'я та соціальна допомога — 15,8 %, сільське господарство, лісництво, риболовля — 10,5 %.